# Nokalakevi
Nokalakevi (ნოქალაქევი, « lieu dont a fait une ville »), Archéopolis  (Αρχαιόπολις, littéralement « ancienne ville ») ou Tsikhegoji (« Forteresse de Kuji ») est à la fois un village et un site archéologique de la municipalité de Senaki, dans la province de Mingrélie-et-Haute-Svanétie en Géorgie. Le site occupe environ vingt hectares.

## Histoire et site
Situé sur la rivière Tekhuri, ce centre d'osmose entre les cultures hellénique et géorgienne (plus précisément colchidienne et kartlienne) serait la ville d'Ea mentionnée par Strabon et Pline l'Ancien, la ville d'Aia (ou Aea) mentionnée par Étienne de Byzance et que Procope de Césarée appelle Archéopolis (« ancienne cité »). Selon Léonte Mrovèle, chroniqueur géorgien du XIe siècle, Pharnabaze, le roi de Kartlie, aurait nommé au IIIe siècle av. J.-C. Kuji comme gouverneur d'Égrisie et de Svanétie, et Kuji aurait restauré Tsikhegoji.
La forteresse est située à 15 km de la ville moderne de Senaki  sur la route de Martvili, et permet de surveiller un important gué de la rivière Tekhuri et la route stratégique qui serpente à travers les collines voisines jusqu'au centre de la Mingrélie. Sous les couches de la fin de la période romaine se trouvent des preuves de plusieurs phases antérieures d'occupation et d'abandon, du VIe et Ier siècles av. J.-C. Les fortifications défensives byzantines de Nokalakevi-Archéopolis épousent une boucle de la rivière Tekhuri, qui a creusé une gorge dans le calcaire local à l'ouest de la forteresse. Le terrain escarpé et accidenté au nord du site rendait la citadelle difficilement prenable. Un mur reliait cette « ville haute » à la « ville basse » en contrebas, où des fouilles ont révélé des bâtiments en pierre du Ier et VIe siècles, le tout étant proche des frontières orientales de l'Empire byzantin  et occidentales de la Perse sassanide, en guerre au cours du VIe siècle. C'était l'une des principales forteresses byzantines protégeant l'Égrisie des attaques sassanides, notamment durant la guerre de 540-562.